# Młodzieżowe Mistrzostwa Panamerykańskie w Zapasach 2025
Młodzieżowe mistrzostwa panamerykańskie U-23 w zapasach w 2025 roku zostały rozegrane w dniach 10-12 kwietnia w Santiago de Querétaro w Meksyku, na terenie Parque Queretaro 2000.

## Tabela medalowa
Gospodarz zawodów został zaznaczony kolorem.
| Miejsce | Kraj              | Złoto | Srebro | Brąz | Razem |
| 1.      | Stany Zjednoczone | 15    | 6      | 5    | 26    |
| 2.      | Kuba              | 5     | 3      | 3    | 11    |
| 3.      | Meksyk            | 4     | 4      | 12   | 20    |
| 4.      | Wenezuela         | 3     | 3      | 4    | 10    |
| 5.      | Kanada            | 1     | 9      | 4    | 14    |
| 6.      | Portoryko         | 1     | 2      | 3    | 6     |
| 7.      | Kolumbia          | 1     | 1      | 2    | 4     |
| 8.      | Brazylia          | 0     | 1      | 1    | 2     |
| 9.      | Ekwador           | 0     | 1      | 0    | 1     |
| 10.     | Argentyna         | 0     | 0      | 4    | 4     |
| .       | Peru              | 0     | 0      | 4    | 4     |
| 12.     | Dominikana        | 0     | 0      | 3    | 3     |
| 13.     | Chile             | 0     | 0      | 1    | 1     |
| .       | Panama            | 0     | 0      | 1    | 1     |
| .       | Jamajka           | 0     | 0      | 1    | 1     |
| Razem   | Razem             | 30    | 30     | 48   | 108   |

## Wyniki

### styl klasyczny
| Waga   | Złoto                | Srebro                | Brąz                               |
| 55 kg  | Isaac Marín          | Jose Castaneda        | Davian Guanajuato                  |
| 60 kg  | Diego Terriquez      | Petrick Rodriguez     | Dieymer Rosal Yorkis Carvajal      |
| 63 kg  | Ángel Segura         | Michael Gurule        | Sebastian Bustamante               |
| 67 kg  | Yonat Veliz          | Richard Fedalen       | Jonathan Bermudez Ronaldo Sanchez  |
| 72 kg  | Jorge Gomez          | Clay Radenz           | Arnaldo Proboste                   |
| 77 kg  | Hunter Garvin        | Joenni Gomez          | Nilson Sinisterra Dario Cubas      |
| 82 kg  | Adrian Artsisheuskyi | Omar Mendoza De Ramon | Maximo Cabrera                     |
| 87 kg  | Brian Ruiz           | Kauan Ferreira        | Cristian Pelegrino Diego Macías    |
| 97 kg  | Juan Diaz            | Dorian Trejo          | Ricardo Nahuel Gabriel Lee         |
| 130 kg | Keith Miley Jr       | Luis Enrique Talavera | Jose Nunez Juan Herrera de la Rosa |

### styl wolny
| Waga   | Złoto                | Srebro           | Brąz                            |
| 57 kg  | Luke Lilledahl       | Treye Trotman    | Enrique Herrera Danaury Rivalta |
| 61 kg  | Zan Fugitt           | Derick Martinez  | Blayne Helou                    |
| 65 kg  | Christopher Composto | Juset Martinez   | Jose Benites Victor Parra       |
| 70 kg  | John Wiley           | Cole Coghill     | Gabriel Sanchez                 |
| 74 kg  | Orislandy Perdomo    | Rafael Garcia    | Hunter Garvin Tyler Tracy       |
| 79 kg  | Levi Haines          | Jackson Glasgow  | Alan Vera                       |
| 86 kg  | Geannis Garzon       | Steven Rodríguez | Jaxon Smith Ricardo Salinas     |
| 92 kg  | Connor Mirasola      | Joseph de Maio   | Miguel Lavielle                 |
| 97 kg  | Massoma Endene       | Juan Iturriza    | Omogbai Asekomhe Darrell Lee    |
| 125 kg | Lucas Stoddard       | Roger Li         | Victor Perez Ethan Vergara      |

### kobiety styl wolny
| Waga  | Złoto                  | Srebro              | Brąz                              |
| 50 kg | Greili Bencosme        | Nohalis Loyo        | Ava Bayless Antuaneth Casusol     |
| 53 kg | Shammilka Miranda Diaz | Serena di Benedetto | Sydney Petzinger Mariana Rojas    |
| 55 kg | Montana Delawder       | Josefina Ramirez    | Sophia Bechard                    |
| 57 kg | Yaynelis Sanz          | Gabriela Cross      | Camila Amarilla Bertha Rojas      |
| 59 kg | Bella Williams         | Olivia Lichti       | Karla Ramos                       |
| 62 kg | Astrid Montero         | Katerina Lange      | Carina Giangeruso Melanie Jiménez |
| 65 kg | Nina Kemu Makem        | Angelina Ellis      | Elide Castanon                    |
| 68 kg | Brooklyn Hays          | Brenda Sterling     | Debanhi Tapia Thais Tertuliano    |
| 72 kg | Lene McCrackin         | Elleni Johnson      | Michelle Olea                     |
| 76 kg | Maria Ceballos         | Kalila Shrive       | Edna Jiménez Vianne Rouleau       |